# Coupe internationale de la montagne
Pour les articles homonymes, voir Cime.
La Coupe internationale de la montagne, abrégée CIME, est une compétition internationale de course en montagne disputée chaque année qui désigne un champion. Créée par le magazine Spiridon, elle s'est tenue entre 1975 et 1995.

## Histoire
À la suite de la création de la course de montagne Sierre-Zinal en 1974 qui connaît un succès inattendu, le magazine Spiridon souhaite promouvoir la discipline qui ne connaît pas encore de compétition internationale. Prenant contact avec les différents organisateurs des épreuves, Noël Tamini s'associe avec Jean-Claude Pont, créateur de Sierre-Zinal, pour mettre au point le règlement de la Coupe internationale de la montagne, que Jean-Claude abrège en CIME (Coupe Internationale de la MontagnE),,,. La première saison a lieu en 1975 avec 18 courses dans cinq pays (Suisse, France, Italie, Allemagne de l'Ouest et Royaume-Uni). Des courses renommées comme Sierre-Zinal, Sierre-Montana en Suisse, l'ascension du mont Ventoux en France, l'ascension du Monte Faudo en Italie ou la course du Ben Nevis au Royaume-Uni y figurent au calendrier,.
En 1976, le calendrier passe à 31 courses dont notamment la Three Peaks Race et le semi-marathon Marvejols-Mende. Pour les épreuves de fell running, les courses éligibles ne doivent pas comprendre d'orientation mais avoir un parcours clair. Pour cette raison, les courses britanniques disparaissent peu à peu du calendrier.
Le calendrier atteint 52 courses en 1980 puis voit son record d'épreuves battu en 1986 avec 67 courses inscrites.
Lors de la mise en place du premier Trophée mondial de course en montagne, l'IAAF ne démontre aucun intérêt à la CIME, considérant les épreuves comme des courses amateur, notamment à cause du fait que les hommes et femmes de toutes les catégories d'âge prennent le départ en même temps.
L'intérêt de la CIME décline au début des années 1990. En 1995, le comité passe en mains françaises pour une ultime saison,.

## Règlement
Lors de sa création, les courses sont réparties en trois catégories :
- A : courses internationales avec au moins 300 coureurs classés
- B : courses interrégionales
- C : courses régionales

Le score final cumule les cinq meilleures performances de la saison. Pour être classé, un athlète doit participer à au moins cinq épreuves et marquer au moins un point,.
| Classement                             | 1er | 2e | 3e | 4e | 5e | 6e | 7e | 8e | 9e | 10e | 11e | 12e | 13e | 14e | 15e | 16e | 17e | 18e | etc. |
| -------------------------------------- | --- | -- | -- | -- | -- | -- | -- | -- | -- | --- | --- | --- | --- | --- | --- | --- | --- | --- | ---- |
| Points pour les courses de catégorie A | 40  | 36 | 33 | 31 | 30 | 29 | 28 | 27 | 26 | 25  | 24  | 23  | 22  | 21  | 20  | 19  | 18  | 17  | etc. |
| Points pour les courses de catégorie B | 30  | 26 | 23 | 21 | 20 | 19 | 18 | 17 | 16 | 15  | 14  | 13  | 12  | 11  | 10  | 9   | 8   | 7   | etc. |
| Points pour les courses de catégorie C | 20  | 18 | 16 | 15 | 14 | 13 | 12 | 11 | 10 | 9   | 8   | 7   | 6   | 5   | 4   | 3   | 2   | 1   | 0    |

1979 voit l'introduction de la catégorie « Super ». Elle est réservée aux courses présentant des difficultés comme un long parcours ou un fort dénivelé. Les courses de cette catégorie sont sélectionnées parmi le calendrier. Le score final cumule les points des trois courses « Super » plus les cinq meilleurs résultats des autres courses. En 1979, ce sont l'ascension du mont Faron, Sierre-Zinal et Fully-Sorniot.
1984 voit un changement de catégorisation des courses. Elles ne sont plus classées selon leur notoriété mais selon l'aspect technique de leur parcours :
- Rouge : parcours long de plus de 18 km
- Grise : parcours sur route long de moins de 18 km
- Brune : parcours sur chemin long de moins de 18 km

La catégorie « Super » est toujours présente et s'applique à trois courses du calendrier sélectionnées parmi chacune des précédentes catégories.
Le score final cumule les deux meilleures performances de la saison dans chacune des catégories Rouge, Grise et Brune ainsi que les résultats des trois courses Super.
Pour être classé, un athlète doit participer à au moins deux épreuves,.
| Classement                                 | 1er | 2e | 3e | 4e | 5e | 6e | 7e | 8e | 9e | 10e | 11e | 12e | 13e | 14e | 15e | 16e | 17e | 18e | etc. |
| ------------------------------------------ | --- | -- | -- | -- | -- | -- | -- | -- | -- | --- | --- | --- | --- | --- | --- | --- | --- | --- | ---- |
| Points pour les courses de catégorie Super | 40  | 36 | 33 | 31 | 30 | 29 | 28 | 27 | 26 | 25  | 24  | 23  | 22  | 21  | 20  | 19  | 18  | 17  | etc. |
| Points pour les autres courses             | 20  | 18 | 16 | 15 | 14 | 13 | 12 | 11 | 10 | 9   | 8   | 7   | 6   | 5   | 4   | 3   | 2   | 1   | 0    |

## Épreuves
De nombreuses épreuves ont acquis leur renommée grâce à la CIME. Lors de la première saison en 1975, seules les courses Sierre-Zinal et Sierre-Montana sont classées en catégorie A.
En 1979, les courses Montreux-Les-Paccots, qui devient Montreux-Les-Rochers-de-Naye trois ans plus tard, et le cross du Mont-Blanc rejoignent le calendrier. Plus tard, des courses comme Neirivue-Moléson ou la montée du Grand Ballon deviennt des épreuves incontournables du calendrier.

## Vainqueurs
| Année | Hommes                       | Femmes                |
| ----- | ---------------------------- | --------------------- |
| 1975  | Robert Wehren                | Annick Loir           |
| 1976  | Daniel Fischer               | Ingrid Bracco         |
| 1977  | Stefan Solèr                 | Marie-Hélène Deloffre |
| 1978  | Stefan Solèr                 | Édith Couhé           |
| 1979  | Stefan Solèr                 | Erika Schumacher      |
| 1980  | Claudio Simi                 | Hélène Leuenberger    |
| 1981  | Stefan Solèr                 | Katharina Beck        |
| 1982  | Hansruedi Kohler             | Susi Riermeier        |
| 1983  | Herbert Franke               | Martine Bouchonneau   |
| 1984  | Erich Amann Stéphane Gmünder | Eroica Staudenmann    |
| 1985  | Erich Amann                  | Martine Oppliger      |
| 1986  | Beat Imhof                   | Annick Mérot          |
| 1987  | Pierre André                 | Annick Mérot          |
| 1988  | Michel Marchon               | Fabiola Rueda         |
| 1989  | Georg Friedl                 | Noëlle Julien         |
| 1990  | Michel Marchon               | Noëlle Julien         |
| 1991  | Michel Marchon               | Elsbeth Heinzle       |
| 1992  | Pierre André                 | Brigitte Eustache     |
| 1993  | Thierry Icart                | Brigitte Eustache     |
| 1994  | René Amoudruz                | Brigitte Eustache     |
| 1995  | ?                            | ?                     |